# Tomás Maldonado
Tomás Maldonado (Buenos Aires, 25 aprile 1922 – Milano, 26 novembre 2018) è stato un artista, designer e filosofo argentino naturalizzato italiano.
Intellettuale cosmopolita e interdisciplinare, Maldonado ha accompagnato tanto la sua produzione artistica quanto quella di designer con una feconda ricerca teorica, sfociata in un’intensa attività conferenziale e nella scrittura di numerosi articoli, saggi e libri, tradotti in diverse lingue e diventati ben presto punti di riferimento della comunità scientifica internazionale. È considerato uno dei protagonisti dell’avanguardia artistica latino-americana degli anni ‘40-’50 e le sue opere sono state esposte in oltre quindici paesi. Nel 1954 è tra i fondatori della Hochschule für Gestaltung di Ulm, scuola superiore di progettazione in cui ricopre rilevanti incarichi accademici e dove svolge una vasta attività didattica e di ricerca. Dopo il suo trasferimento in Italia - avvenuto nel 1967 - inizia una lunga carriera accademica che lo conduce a ideare importanti progetti universitari: introduce nell’università italiana il corso di «Progettazione ambientale» (1976, Università di Bologna), coordina il primo dottorato di ricerca in Disegno industriale (1990, Politecnico di Milano) e promuove la fondazione del primo corso di laurea in Disegno industriale in una università pubblica italiana (1993-1994, Politecnico di Milano). Per il contributo dato alla vita culturale italiana, il Presidente della Repubblica gli conferisce nel 1998 la Medaglia d’oro e il diploma di prima classe come Benemerito della scienza e della cultura e nel 2012 la massima onorificenza al merito, con il titolo di Cavaliere di Gran Croce.

## Biografia

### In Argentina
Figlio di Ramon Tomás Maldonado Ortiz,  chimico, medico, farmacista di origini spagnole, e di Margarita Elisa Bayley Bustamente, attrice di teatro irlandese, Tomás Maldonado è il secondo di tre fratelli: il poeta Edgar Bayley e il neurobiologo Héctor, entrambi esponenti di spicco nei rispettivi ambiti.
Inizia la sua formazione artistica nel 1939, presso la Escuela Nacional de Bellas Artes “Manuel Belgrano”. Successivamente, grazie agli intellettuali europei rifugiatisi in Argentina, si avvicina alle tendenze spiccatamente astrattiste delle avanguardie europee, con un’attenzione particolare a correnti geometriche quali il movimento De Stijl e il suprematismo di Kazimir Malevič. Nel 1944 prende parte all’esperienza di «Arturo», prima rivista sudamericana dedicata alle avanguardie astratte che propugnava la necessità di un’arte invenzionista, ovvero non rappresentativa e non espressiva. Nel marzo dello stesso anno sposa l’artista concretista Lidy Prati e il 19 settembre ‘45 annuncia - sull’organo di propaganda «Orientación» - di essersi iscritto al Partido Comunista de la Argentina (PCA). Nel novembre successivo si distacca dalla redazione di «Arturo» per dare vita - insieme a Prati e Bayley - alla Asociación Arte Concreto-Invención (AACI), movimento artistico che esprime un radicale programma estetico-politico di stampo materialista molto vicino alle istanze poste dal concretismo europeo.
Sotto la doppia influenza dell’arte concreta di Theo van Doesburg e dell’ala produttivista del costruttivismo russo, Maldonado si avvicina alle discipline progettuali e a quell’orizzonte pratico-teorico poi denominato industrial design. In tal senso, risulta decisivo il viaggio in Europa del 1948: a Milano Maldonado conosce l’intellettuale comunista Elio Vittorini e il designer italo-svizzero Max Huber, e incontra alcuni protagonisti del concretismo italiano quali Piero Dorazio, Achille Perilli, Bruno Munari, Gillo Dorfles; a Zurigo conosce i principali esponenti del concretismo elvetico e inizia una fertile amicizia con Max Bill; in Francia incontra intellettuali comunisti quali Paul Éluard e Louis Aragon e conosce il maestro Georges Vantongerloo.
Tornato in Argentina, dopo aver presentato al PCA le critiche che Vittorini rivolgeva al realismo socialista viene espulso dal partito. Poco dopo, anche l’esperienza dell’AACI arriva al suo epilogo: motivi personali, divergenze estetiche e la volontà di Maldonado di contaminare l’arte concreta con le discipline progettuali sono tra i motivi che causano la fine di cinque intensi anni di sperimentazione collettiva. Maldonado inizia così la frequentazione di celebri architetti – quali Ernesto Nathan Rogers e Amancio Williams – e di un gruppo di giovani studenti di architettura – autodefinitisi «giovani moderni». Nonostante continui la sua ricerca strettamente pittorica, Maldonado si impegna in quel periodo in organizzazione di mostre, allestimenti fieristici, impaginazioni di riviste. Crea inoltre Axis (con Alfredo Hlito e Carlos Méndez Mosquera), la prima agenzia di progettazione e comunicazione del paese, e pubblica quello che viene considerato il primo articolo sul disegno industriale mai comparso in Argentina: El diseño y la vida social (1949). In accordo con tali idee, fonda nel 1951 «nueva visión», rivista di cultura visuale da lui diretta. Avamposto sudamericano della cultura moderna, «nueva visión» propone un ambizioso programma interdisciplinare che si configura come un radicale tentativo di ridefinire il rapporto tra l’uomo e il suo ambiente.
Accanto allo sforzo teorico per legittimare le discipline progettuali, Maldonado continua la sua attività artistica: nel 1952, prende parte al Grupo de Artistas Modernos de la Argentina, collettivo artistico fondato da Aldo Pellegrini, che viene presto coinvolto in importanti esposizioni nazionali e internazionali.

### In Germania
Nell’autunno del 1954, Maldonado accetta l’invito del suo amico Max Bill e si trasferisce - insieme alla seconda moglie Sigrid von Schweinitz - nella Repubblica Federale Tedesca, dove entra a far parte del corpo docenti della neonata Hochschule für Gestaltung di Ulm, istituto privato internazionale fondato da Inge Scholl, dedicato alla formazione nel campo del disegno industriale e della comunicazione grafica.
Nella sua fase iniziale, la Scuola è diretta da Max Bill che, oltre ad aver progettato l’edificio per ospitare attività didattiche e residenze per studenti e docenti, era riuscito a dare risonanza internazionale all’istituto grazie a un programma molto ambizioso: «contribuire, dal cucchiaio alla città, all’edificazione di una nuova cultura». Nella Germania tragicamente colpita dal nazismo e dalla distruzione materiale della guerra, la Scuola di Ulm appare dunque come il tentativo di continuare criticamente la tradizione del Bauhaus, scuola di arte, architettura e design che Bill aveva frequentato come studente.
Giunto ad Ulm per assistere Bill nel Corso fondamentale e per occuparsi di impegni amministrativi, ben presto Maldonado si afferma - secondo la definizione di Ralf Dahrendorf - come «il teorico dei principi fondamentali» della Scuola. Durante i circa tredici anni di permanenza Maldonado riveste infatti importanti ruoli istituzionali e didattici: dapprima membro del Rettorato collegiale (1956-1960), è stato Vicerettore (1962-1964) e infine Rettore (1964-1966); insegna Introduzione visiva (al "Corso fondamentale"), Semiotica (nei Dipartimenti di "Comunicazione visiva" e "Informazione") e Teoria del design (nel Dipartimento di "Design del prodotto"). Per propagandare e discutere l’attività culturale e pedagogica della scuola, a partire dall’ottobre 1958 Maldonado pubblica la rivista «ulm», che dirige fino al maggio 1964 (doppio numero 10-11).
Durante questo periodo, Maldonado si dedica soprattutto a dare legittimità epistemica e dignità professionale a una disciplina giovane come il design industriale. Questo lo impegna su tre fronti strettamente connessi: una vasta attività didattica e di ricerca nell’ambito del disegno industriale e della pianificazione dei prodotti (collaborando allo sviluppo di articoli, specie nel settore delle apparecchiature elettromedicali), la revisione del programma di studi dell’HfG e la chiarificazione del ruolo del design e del designer all’interno della cultura industriale. Rispetto a tale ultimo punto, si deve sottolineare la vasta attività conferenziale di quegli anni (soprattutto in Italia, Argentina, Germania, Inghilterra e Stati Uniti) che lo conduce a diventare uno dei protagonisti del dibattito internazionale. A testimoniare l’alacre opera di ricerca in questo ambito, la sua definizione di «disegno industriale», proposta al Congresso dell'ICSID (International Council of Societies of Industrial Design) di Venezia del 1961, verrà poi adottata ufficialmente.
Dopo la chiusura della Scuola di Ulm, avvenuta nel dicembre del 1968, Maldonado, come molti altri ex ulmiani, estende l’influenza della Scuola a livello internazionale: è Presidente del Comitato Esecutivo dell’ICSID (’67-69); è Visiting Senior Professor del Council of Humanities dell’Università di Princeton e della Graham Foundation (‘66-’67) e Visiting Professor alla School of Architecture dell’Università di Princeton (’67-’68; ‘69-’70); contribuisce alla nascita di Università del design sul modello ulmiano in Sudamerica, India e Giappone.

### In Italia
Nel 1967, Maldonado si trasferisce definitivamente in Italia, dove ottiene la cittadinanza, e si stabilisce a Milano. Sempre attento a formulare proposte realistiche ed efficaci, il Maldonado italiano si dedica soprattutto all’insegnamento, al confronto accademico, alla ricerca teorica e a un’intensa produzione saggistica, senza tralasciare l’attività di consulenza progettuale. Nel 1970 pubblica in Italia il suo primo libro, La speranza progettuale. Ambiente e società, in cui porta a completa maturazione le sue riflessioni sulla “progettazione ambientale”, iniziate a Ulm e proseguite durante i soggiorni negli Stati Uniti.
Dal 1971 al 1979, insegna al DAMS di Bologna, neonato corso di laurea della "Facoltà di Lettere e Filosofia" dove tiene i corsi di Disegno industriale e di Progettazione ambientale (ambito disciplinare da lui introdotto nell’università italiana). Dal 1977 al 1981 dirige la storica rivista «Casabella», attraverso la quale vuole aprire il dibattito architettonico alla vasta gamma delle discipline progettuali, avendo sempre presenti i reali problemi e le esigenze innovative che in quel momento caratterizzano l’Italia. La grande novità della sua direzione è l’organizzazione delle pubblicazioni in numeri monografici, che si concentrano, di volta in volta, attorno a precise tematiche o questioni di grande interesse (università, sport, questione femminile, ambiente dello spettacolo).
Politicamente vicino al PCI, nel giugno del 1980 viene eletto consigliere comunale di Bologna con la lista civica indipendente Due Torri. Durante questo periodo è scelto come membro della Commissione di esperti incaricata di predisporre il bando di un concorso nazionale di idee per la progettazione della ristrutturazione della Stazione Ferroviaria di Bologna, commissione nata in seguito alla strage alla stazione di Bologna dell’agosto di quello stesso anno.
L’impegno politico si riflette soprattutto nell’attività divulgativa, in cui – a poco a poco – l’attenzione peculiare verso il disegno industriale lascia spazio a una più ampia riflessione sulla progettazione: nel 1976 pubblica il saggio Disegno industriale: un riesame (nato come voce per l’Enciclopedia del Novecento della Treccani), attraverso il quale Maldonado permette di conoscere al pubblico italiano non solo una breve storia delle tappe fondamentale dello sviluppo del disegno industriale ma anche quella visione fortemente innovativa dell’attività progettuale da lui elaborata negli anni precedenti; nel 1979 cura il volume Tecnica e cultura, una raccolta di testi «non esauriente» che documenta il fondamentale dibattito sulla civiltà tecnica svoltosi in Germania tra il 1871 e il 1933; nel 1983 scrive Sul progetto, introduzione alla traduzione italiana di Essay upon Projects (1697) di Daniel Defoe, dove – in sintonia con l’autore del libro – Maldonado definisce l’attività progettuale come una costante ontologica della modernità, aprendo così a quella prospettiva che tiene insieme «moderno», «progetto», «scienza», «industria» e «società», che sarà il nucleo fondamentale di tutta la sua speculazione successiva. Una prospettiva sinottica e innovativa che ha condotto Maldonado a essere ritenuto, da più di una voce, come uno degli inventori del «discorso progettuale».
Nel 1984 Maldonado trasferisce la sua cattedra alla Facoltà di Architettura del Politecnico di Milano. Oltre a svolgere la sua attività didattica, Maldonado continua la battaglia per dare al disegno industriale uno spazio autonomo all’interno dell’università italiana. Così, grazie al suo contributo, al Politecnico di Milano dal 1990 viene attivato il primo Dottorato di ricerca in Disegno industriale, da lui coordinato. Sempre presso il Politecnico di Milano, promuove inoltre la fondazione del primo corso di laurea in Disegno industriale in una università pubblica italiana (1993-1994).
Il Maldonado italiano è riconosciuto sempre più come filosofo o sociologo della tecnica e della modernità. Insofferente alle polemiche attorno alla crisi della modernità e in netta antitesi con i valori del postmoderno, Maldonado inizia a elaborare una rinnovata e critica idea di modernità che si sviluppa in tutta la sua attività teorica successiva. Il primo volume in cui questa idea si sviluppa compiutamente è Il futuro della modernità (1987), in cui il dibattito filosofico sulla modernità viene rielaborato attraverso questioni materiali quali il riuso della città, l’ambiente e la qualità della vita, l’idea di comfort, l’emergenza energetica. É sempre sulla base della sua profonda attenzione al progetto moderno e all’impatto sociale, politico e culturale delle tecnologie, che nasce quella che Maldonado ha definito una “sorta di trilogia”: Reale e virtuale (1992), Critica della ragione informatica (1997) e Memoria e conoscenza (2005). Non manca, in questo periodo, la pubblicazione di altri testi che risultano fondamentali per comprendere la sua visione, come Cultura, democrazia, ambiente. Saggi sul mutamento (1990) e Che cos’è un intellettuale? Avventure e disavventure di un ruolo (1995).
Agli inizi del nuovo millennio, dopo più di quarant’anni di inattività, Maldonado ritorna alla produzione artistica, riprendendo il filo del discorso sull’arte concreta lì dove l’aveva abbandonato nel 1954, ma allo stesso tempo proponendo un punto di vista attuale, in cui ciascun quadro «rappresenta un tentativo di introdurre nuovi elementi di sperimentazione». Riprende a esporre in alcune mostre collettive e personali. Nel 2007 il Museo Nacional de Bellas Artes di Buenos Aires gli dedica una grande mostra sull’intera sua attività di artista e designer, che nel 2009 viene ripresa, e integrata con materiali del periodo italiano, dalla Triennale di Milano.
Sposatosi con Inge Feltrinelli, alla quale era legato sentimentalmente da molti anni, a due mesi dalla scomparsa di quest’ultima Tomás Maldonado si è spento a Milano il 26 novembre 2018.
Testimonianze illuminanti sul suo percorso artistico, di intellettuale e progettista sono: Tomás Maldonado. Itinerario de un intelectual técnico (2007), Arte e artefatti. Intervista di Hans Ulrich Obrist (2010) e Tomás Maldonado in conversation with Maria Amalia García (2010).

## Opere teoriche
Tomás Maldonado è stato un prolifico autore di libri, saggi e articoli scientifici, tradotti in diverse lingue e comparsi su riviste internazionali. Di seguito vengono riportate solo alcune delle opere pubblicate in volume.
- La speranza progettuale. Ambiente e società, Einaudi, Torino 1970 (2ª ed. 1972)
- Avanguardia e razionalità. Articoli, saggi, pamphlets 1946-1974, Einaudi, Torino 1974
- Disegno industriale: un riesame, Feltrinelli, Milano 1976 (2ª ed. 1991, 3ª ed. 2008)
- Università: la sperimentazione dipartimentale (con O. Calabresi), Guaraldi, Rimini-Firenze 1978
- Tecnica e cultura. Il dibattito tedesco fra Bismarck e Weimer (a cura di), Feltrinelli, Milano 1979
- Il futuro della modernità, Feltrinelli, Milano 1987
- Cultura, democrazia, ambiente. Saggi sul mutamento, Feltrinelli, Milano 1990. Il saggio Intellettuali sì, intellettuali no, rivisitato e completato, è stato pubblicato autonomamente come Che cos’è un intellettuale? Avventura e disavventura di un ruolo, Feltrinelli, Milano 1995
- Reale e virtuale, Feltrinelli, Milano 1992 (2ª ed. 2005)
- Critica della ragione informatica, Feltrinelli, Milano 1997
- Memoria e conoscenza. Sulle sorti del sapere nella prospettiva digitale, Feltrinelli, Milano 2005
- Arte e artefatti (intervista di H. U. Obrist), Feltrinelli, Milano 2010
- Tomás Maldonado in conversation with Maria Amalia García, Fundación Cisneros, Buenos Aires 2010
- Bauhaus (a cura di R. Riccini), Feltrinelli, Milano 2019, pubblicato postumo

## Mostre
Tomás Maldonado ha preso parte a circa sessanta esposizioni che hanno testimoniato tanto la sua produzione artistica quanto l’attività di progettista. Tra le più note:

### Personali
- Tomás Maldonado. Un itinerario. Museo Nacional de Bellas Artes, Buenos Aires, novembre 2007 – febbraio 2008
- Tomás Maldonado. Triennale Design Museum, Milano (Italia), 19 febbraio – 5 aprile 2009
- Tomás Maldonado. Werke / Opere 2000 – 2015. Diehl, Berlino (Germania), 18 aprile – 6 giugno 2015; Galleria Allegra Ravizza, Lugano (Svizzera), 2 dicembre 2015 – 22 gennaio 2016

### Collettive
- Primera Exposición de la Asociación Arte Concreto – Invención. Salón Peuser, Buenos Aires, 18 marzo – 3 aprile 1946
- grupo de artistas modernos de la argentina. pinturas, esculturas, dibujos. Galería Viau, Buenos Aires, giugno 1952
- La pintura y la escultura argentina de este siglo. Museo Nacional de Bellas Artes, Buenos Aires, 30 ottobre 1952 – 29 marzo 1953
- Second International Exhibition of Contemporary Art. Gallery of Fine Arts and Crafts Society – Rafi Marg, Nuova Delhi (India), 5 – 20 maggio 1953
- grupo de artistas modernos. Museu de Arte Moderna, Rio de Janeiro, agosto 1953
- acht argentijnse abstracten. Stedelijk Museum, Amsterdam (Paesi Bassi), settembre 1953
- Segunda Bienal de São Paulo. Museu de Arte Moderna, São Paulo (Brasile), dicembre 1953
- Esposizione dell’HfG. Triennale di Milano, Milano (Italia), luglio 1960
- Formes industrielles. Première exposition International. Musée des Arts Décoratifs, Parigi (Francia), giugno – ottobre 1963
- Esposizione itinerante dell’HfG. Ulm – Monaco – Stoccarda (Germania), 1963; Stedelijk Museum, Amsterdam (Paesi Bassi), maggio 1965
- HfG Ulm. Die Moral der Gegenstände 1953/1968. Berlino (Germania), 1987; Genova (Italia), 1988; Parigi (Francia), 1988
- Geometric Abstraction. Latin American Art from the Patricia Phelps de Cisneros Collection. Fogg Art Museum, Cambridge (Massachusetts, Stati Uniti), 3 marzo – 4 novembre 2001
- Abstract Art from the Río de la Plata. Buenos Aires and Montevideo 1933 – 1953. The Americas Society, New York City (New York, Stati Uniti), 11 settembre – 9 dicembre 2001
- The Geometry of Hope. Blanton Museum of Art, Austin (Texas, Stati Uniti), 20 febbraio – 22 aprile 2007
- Sur moderno: Journeys of Abstraction – The Patricia Phelps de Cisneros Gift. The Museum of Modern Art, New York City (New York, Stati Uniti), 21 ottobre 2019 – 14 marzo 2020

## Attività accademica
Tomás Maldonado è stato protagonista della formazione e dello sviluppo di molteplici istituzioni pedagogiche. Di seguito, alcuni dei più importanti ruoli ricoperti in ambito accademico:

### Incarichi accademici

#### HfG di Ulm, Germania
- 1954, Contributo alla creazione del piano di studi dell’Hochschule für Gestaltung di Ulm
- 1956 – 1960, Presidente del Collegio Rettorale
- 1961 – 1966, Direttore del «gruppo di ricerca 6»
- 1962 – 1966, Direttore del Dipartimento di Design del Prodotto
- 1962 – 1964, Vicerettore
- 1964 – 1966, Rettore

#### Stati Uniti
- 1965, Contributo alla riforma del piano di studi della Facoltà di Architettura del Carnegie Institute of Technology, Pittsburgh (Pennsylvania)
- 1966 – 1970, Visiting Professor della School of Architecture of Princeton University (New Jersey)
- 1979, Visiting Scholar alla Graduate School of Design of Harvard University, Cambridge (Massachusetts)

#### Politecnico di Milano, Italia
- 1990-1993, Coordinatore del Dottorato di Ricerca in Disegno Industriale
- 1993, Promotore del primo Corso di Laurea in Disegno industriale in un'università pubblica italiana

### Insegnamenti

#### HfG di Ulm, Germania
- 1955 – 1960, Professore di «Introduzione visiva» nel Corso Fondamentale
- 1955 – 1956, 1965 – 1966, Professore del Dipartimento di Comunicazione Visiva
- 1957 – 1963, Professore di «Semiotica»
- 1961 – 1967, Professore del Dipartimento di Design del prodotto

#### DAMS di Bologna, Italia
- 1971 – 1975, Professore di Disegno industriale
- 1973 – 1979, Professore di «Progettazione Ambientale» (dal 1976, Professore Ordinario)

#### Politecnico di Milano, Italia
- 1984 – 1992, Professore Ordinario di Progettazione Ambientale, Facoltà di Architettura

## Onorificenze e riconoscimenti

### Titoli accademici
- Lethaby Lecturer del Royal College of Arts di Londra, 1965
- Professore Onorario dell’Universidad de Buenos Aires, 1985
- Membro d’Onore dell’Accademia di Belle Arti di Brera, 1994
- Membro Corrispondente in Italia dell’Accademia delle Belle Arti di Buenos Aires, 1994
- Dottore Honoris Causa, Universidad de La Plata, Argentina, 1994
- Riconoscimento dell’Accademia di Belle Arti di Carrara, 1998
- Dottore Honoris Causa, Universidad Nacional de Córdoba, Córdoba, Argentina, 2001
- Laurea ad Honorem in Disegno Industriale, Politecnico di Milano, 2001
- Dottore Honoris Causa, Universidad de Buenos Aires, 2001
- Matricola d’Onore, Colegio de Arquitectura de la Provincia de Córdoba, 2001

### Riconoscimenti
- Design Medal, Society of Industrial Artists and Designers, 1968
- Compasso d’oro alla carriera, Associazione Disegno Industriale, 1995

### Volumi
- AA. VV, Ad Honorem. Achille Castiglione, Gillo Dorfles, Tomás Maldonado, Ettore Sottsass, Marco Zanuso, Politecnico di Milano, Milano 2001
- AA. VV, Tomás Maldonado. Un itinerario, an itinerary, catalogo della mostra omonima (Museo Nacional de Bellas Artes, Buenos Aires, novembre 2007 – febbraio 2008), Skira, Ginevra-Milano 2007
- AA. VV., Tomás Maldonado, catalogo della mostra omonima (Triennale Design Museum, Milano, 19 febbraio – 5 aprile 2009), Skira, Ginevra-Milano 2009
- Bistagnino E., Il Disegno nella Scuola di Ulm, FrancoAngeli, Milano 2018
- Crispiani A., Objetos para transformar el mundo, Universidad de Quilmes, Buenos Aires 2011
- Deambrosis F., Nuevas visiones: revistas, editoriales, arquitectura y arte en la Argentina de los años cincuenta, Ediciones Infinito, Buenos Aires 2011
- Deambrosis F., L’utopia della realtà: Tomás Maldonado dall’invenzione concreta a La speranza progettuale, in AA.VV., Utopiae finis? Percorsi tra utopismi e progetto, a cura di A. De Magistris e A. Scotti, Accademia University Press, Torino 2018
- Escot L., Tomás Maldonado. Itinerario de un intelectual técnico, Patricia Rizzo Editora, Buenos Aires 2007
- Gradowczyk M.H. (a cura di), Tomás Maldonado. Un moderno en acción, Editorial de la Universidad Nacional de Tres de Febrero, Caseros 2008
- Lindinger H. (a cura di), La Scuola di Ulm, Costa & Nolan, Genova 1988
- Lucena D., Contaminación artística: vanguardia concreta, comunismo y peronismo en los años 40, Editorial Biblos, Buenos Aires 2015
- Riccini R., Un’impresa aperta al mondo. Conversazione con Tomás Maldonado, in Comunicare l’impresa. Cultura e strategia dell’immagine nell’industria italiana (1945-1970), a cura di Giorgio Bigatti e Carlo Vinti, Guerini e Associati, Milano 2010, pp. 132–152
- Riccini R., Tomás Maldonado and the Impact of the HfG Ulm in Italy, in Made in Italy: Rethinking a Century of Italian Design, a cura di Grace Lees-Maffei e Kjetil Fallan, Berg Publishers, London 2014, pp. 89–105
- Riccini R., Tomás Maldonado, in Tomás Maldonado. Werke / Opere 2000-2015, catalogo della mostra omonima, Diehl Publikation, Berlin-Lugano 2015
- Spitz R., The Ulm School of Design: A View Behind the Foreground, Edition Axel Menges, Stuggart-London 2002
- Trivedi K. (a cura di), Readings from Ulm: Selected Articles from the Journal of HfG Ulm, Industrial Design Centre, Bombay 1989
- Wachsmann C., Vom Bauhaus beflügelt. Menschen und Ideen an der Hochschule für Gestaltung Ulm, av edition, Stuttgart 2018

### Articoli
- Devalle V., Tomás Maldonado, 1944-1957. From Arte Concreto to nueva visión, «Journal of Design History», Volume 32, Issue 1 (febbraio 2019), pp. 17–34
- Fernández Campos Á. L., Benito Roldán E., Sánchez Moya M. D., De la intuición a la metodología. Propedéutica del proyectar en el curso básico de la HfG Ulm. «rita. revista indexada de textos académicos», 4 (ottobre 2015), pp. 110–117 (consultabile qui)
- Frascara, J., The Science of Design: Tomás Maldonado, Buenos Aires 1922 – Milano 2018, «Design Issues», Volume 35, Issue 2 (primavera 2019), pp. 93–96, doi.org/10.1162/desi_a_00537
- Frampton K., Bauhaus 100. Eine Hommage an Tomás Maldonado, «DETAIL», 4 (2019)
- Haylock B., On HfG Ulm and design education, in three acts, «desktop», 310 (agosto 2015), pp. 34–41
- Medina Warmburg J., El mundo como artefacto. Tomás Maldonado en el foco del diseño ambiental (1966 – 1972), «Revista de Arquitectura», 19 (2017), pp. 25–38 (consultabile qui)
- Medina Warmburg J., “Design, Nature, and Revolution”: Tomás Maldonado und die Architektur als environmental design, «Studien zur Architektur der Moderne und industriellen Gestaltung», 4 (2018), pp. 100–121
- Neves I. C., Rocha J., The contribution of Tomás Maldonado to the scientific approach to design at the beginning of computational era. The case of the HfG gf Ulm, 1st eCAADe Regional International Workshop «Future Traditions», Porto (Portogallo), 4-6 aprile 2013 (consultabile qui)
- Romero-Tejedor F., Tomás Maldonado. Seine Aktualität für das designwissenschaftliche Denken, «Öffnungszeiten. Papiere zur Designwissenschaft», 28 (2014), pp. 74–82 (consultabile qui)
- Sadler S., A Container and Its Contents: Re-Reading Tomás Maldonado’s Design, Nature, and Revolution: Toward a Critical Ecology, «Room One Thousand», 1 (2013) (consultabile qui)
- Schnaidt C., Tomás Maldonado, un pessimisme constructif, «Art Press», 7 (novembre-dicembre 1973), pp. 24–25
- Vihma S., The legacy of HfG Ulm: a Finnish perspective on industrial design and design education in the 1960s and 1970s, «Scandinavian Journal of Design History», 15 (2005), pp. 64–75.
- Wickman K., Contact with Ulm, «Scandinavian Journal of Design History», 15 (2005), pp. 76–89.

### Tesi universitarie
- Califano P., Tomás Maldonado. Sul buon uso dell’ambiguità, Tesi di Laurea Magistrale, Università degli Studi di Napoli “Federico II”, Napoli 2019 (consultabile qui)
- Moyano Miranda N., Industria y diseño. Ideología de la Hochschule Für Gestaltung Ulm 1953-1968, Tesi di dottorato, Universitat Rovira i Virgili, Terragona 2016
- Sullivan M. A., Locating Abstraction: The South American Coordinates of the Avant-Garde, 1945-1959, Tesi di dottorato, Harvard University, Cambridge 2013